# Kurt Buecheler
Kurt Hermann Buecheler (* 7. Juli 1915 in Frankfurt am Main; † 21. Juni 2004 in Stuttgart) war ein deutscher Schauspieler.

## Leben
Der Sohn eines Sanitätsrates besuchte nach dem Abitur von 1933 bis 1936 die Hochschule für Theater in Frankfurt. Sein Debüt gab er am Schauspielhaus in Remscheid, dem er bis 1938 angehörte.
Danach absolvierte er seinen Arbeitsdienst und war bis 1945 eingezogen, gehörte aber zugleich von 1940 bis 1945 dem Thalia Theater in Hamburg an. 1944 verkörperte er dort Dr. Fleischer in Der Biberpelz. 1945 übernahm er die Titelrolle in Faust I bei einer Aufführung im Hof von Schloss Weilburg.
Von 1945 bis 1949 arbeitete er an den Städtischen Bühnen Frankfurt. Hier verkörperte er Peter Peter in Ingeborg von Curt Goetz, Eilers in Des Teufels General, Posa in Don Carlos und Pylades in Iphigenie auf Tauris.
1949 wechselte er an das Hebbel-Theater in Berlin, dem er bis 1951 angehörte. Hier war er als Happy in Tod eines Handlungsreisenden sowie als Boris in Die Gerechten zu sehen. Von 1951 bis 1969 war er an den Staatlichen Bühnen Berlin engagiert. Zu seinen Rollen gehörten Peter in der Uraufführung von Albees Die Zoogeschichte (1959), der Schutzengel in Paul Claudels Der seidene Schuh, August Keil in Rose Bernd, Orest in Elektra von Jean Giraudoux, Dr. Rank in Nora, Dr. Luck in Der Schulfreund, Gorodulin in Ostrowskis Eine Dummheit macht auch der Gescheiteste, Herzog in Wie es euch gefällt und Hornacher in Biografie: Ein Spiel.
Von 1967 bis 1980 unterrichtete Buecheler als Professor für Sprecherziehung an der Hochschule der Künste in Berlin. Als Gast trat er weiterhin bei Theatervorstellungen auf, zum Beispiel für Goethe-Institute 1971 in Italien. Er wirkte in Film- und Fernsehproduktionen mit, darunter 1967 als Ernst Torgler in der ARD-Dokumentation Der Reichstagsbrandprozeß. Er veranstaltete Vortragsabende und Dichterlesungen mit Werken von Gottfried Benn, Joachim Ringelnatz und Christian Morgenstern. Buecheler, der verheiratet war und eine Tochter hatte, lebte in Stuttgart.

## Filmografie
- 1955: Hotel Adlon
- 1955: Vor Gott und den Menschen
- 1956: Spion für Deutschland
- 1957: Der gläserne Turm
- 1960: Ich schwöre und gelobe
- 1961: Die Ehe des Herrn Mississippi
- 1964: Clavigo
- 1964: Der Prozeß Carl von O.
- 1967: Der Reichstagsbrandprozeß
- 1967: In aller Stille
- 1967: Ein Duft von Blumen
- 1967: Lobby Doll und die Sitzstangenaffäre
- 1967: Der Mönch mit der Peitsche
- 1969: Die Rückkehr
- 1969: Tagebuch eines Frauenmörders
- 1969: Amerika oder der Verschollene
- 1970: Gedenktag
- 1970: Eine große Familie
- 1972: Auf den Spuren der Anarchisten
- 1972: Einmal im Leben – Geschichte eines Eigenheims
- 1972: Der 21. Juli
- 1972: Die Pueblo-Affaire
- 1973: Oh Jonathan – oh Jonathan!
- 1974: Ermittlungen gegen Unbekannt
- 1975: Die schöne Marianne (Fernsehserie)
- 1975: Tadellöser & Wolff (Fernsehmehrteiler)
- 1975: Sie kommen aus Agarthi (Fernsehserie)
- 1976: Jeder stirbt für sich allein
- 1978: Arn Hermann (Fernsehserie Gesucht wird …)
- 1978: Kommissariat 9: Der Zapfhahn
- 1979: Jauche und Levkojen (Fernsehmehrteiler)
- 1981: Mit Gewissenhaftigkeit und Würde
- 1983: Dibbegass Nummer Deckel
- 1983: Auf Leben und Tod (Fernsehserie Der Alte)
- 1984: Bei Mudder Liesl (Fernsehserie)
- 1989: Schwarzenberg (Fernsehmehrteiler)